# Horst Wagner (Politiker)
Horst Wagner (* 21. April 1931 in Berlin-Wedding; † 21. Mai 2011 in Berlin) war ein deutscher Gewerkschaftsführer und Politiker (SPD).

## Leben und Beruf
Nach Abschluss der Volksschule absolvierte Horst Wagner von 1945 bis 1948 erfolgreich eine Ausbildung zum Industriekaufmann in einem Berliner Metallbetrieb. Er widmet sich im Ruhestand (1995) auch weiterhin mit großem Engagement seinen zahlreichen kulturellen Interessen. Seit 1991 stand er an der Spitze des von ihm 1963 mitgegründeten Fördererkreises „Haus am Lützowplatz“. Die Künstlerinstitution entstand mit Hilfe von Günter Grass und Wolfgang Neuss. Der Witwer lebte in Ruhleben, im Bezirk Charlottenburg-Wilmersdorf und hatte drei erwachsene Söhne.
Seit Oktober 2010 hat sich sein Gesundheitszustand dann stetig verschlechtert. Horst Wagner lebte bis zu seinem Ableben in seinem Haus. Im März 2011 heiratete er die künstlerische Leiterin der Galerie „Haus am Lützowplatz“.

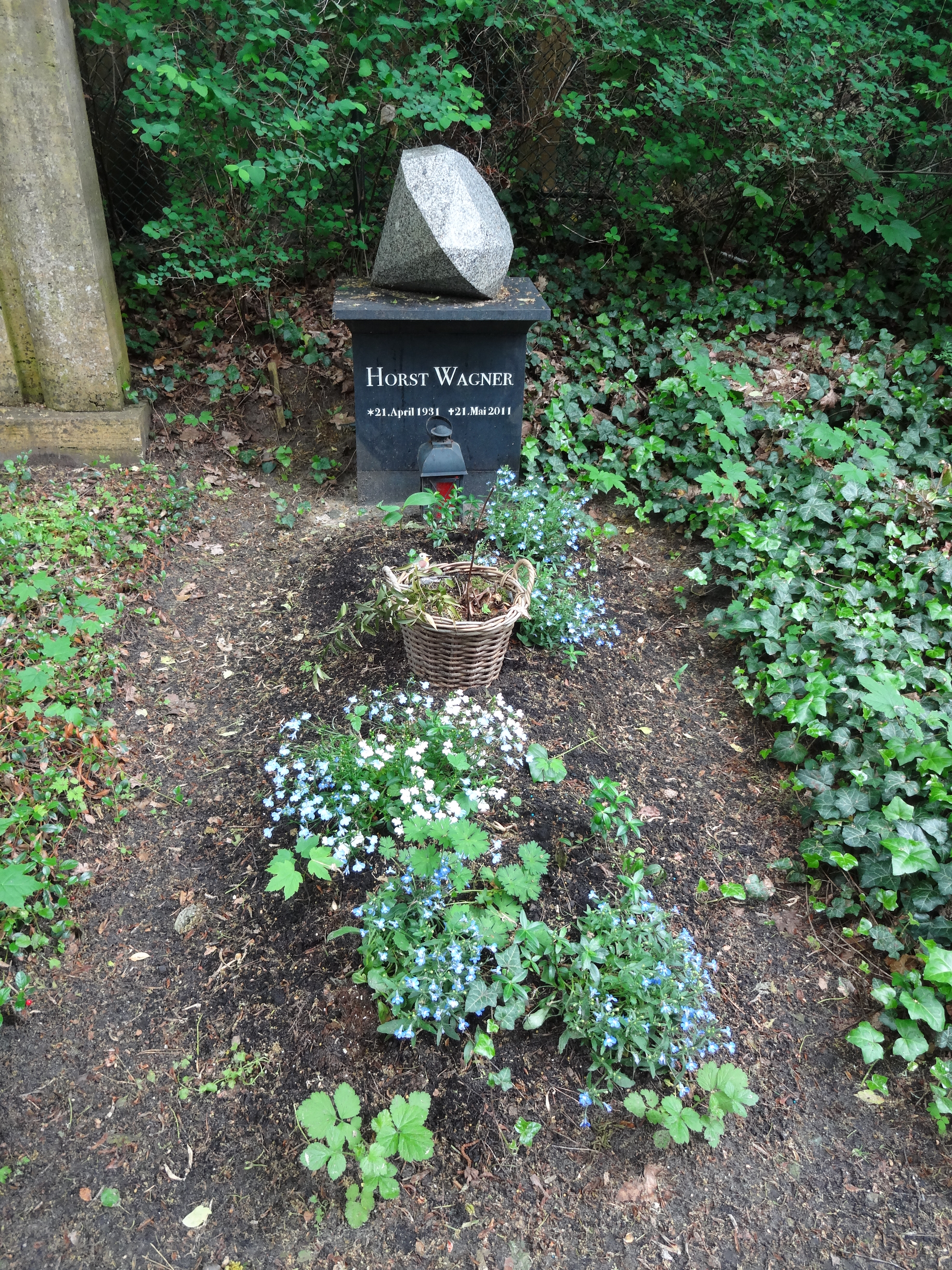
Grab von Horst Wagner auf dem Friedhof Heerstraße in Berlin-Westend

Horst Wagner starb, einen Monat nach seinem 80. Geburtstag, am 21. Mai 2011 in Berlin. Die Beisetzung erfolgte auf dem landeseigenen Friedhof Heerstraße in Berlin-Westend (Grablage: 18-L-198a).
Der Regierende Bürgermeister von Berlin, Klaus Wowereit, würdigte Horst Wagners Verdienste postum: „Horst Wagner war ein Gewerkschafter und Sozialdemokrat der alten Schule. Er hat mit großem Engagement, Beharrlichkeit und Sachverstand in vielen politischen und gesellschaftlichen Ämtern und Funktionen für die Interessen der sogenannten kleinen Leute und für die Ziele der sozialen Gerechtigkeit gekämpft.“
Die Welt wertete Horst Wagners Lebensleistung bereits 2002: „Sein Einfluss reichte immer weiter, als sein öffentliches Auftreten ahnen ließ. Horst Wagner war bis 1995 dreieinhalb Jahrzehnte der starke Mann in der IG Metall Berlin und dazwischen bis Anfang 1991 SPD-Senator für Arbeit, Verkehr und Betriebe im 22 Monate amtierenden rot-grünen Senat Momper. Auf ihn trifft auch heute das Motto zu: ‚Mehr sein als scheinen.‘ Der mächtige Gewerkschaftsführer, der auch bei Siemens, Osram, Orenstein & Koppel sowie der Neuen Heimat im Aufsichtsrat saß, bevorzugte einen ruhigen, sachlichen und geradlinigen Arbeitsstil. Wer mit ihm zu tun hatte, war aber stets gut beraten, dies nicht falsch zu verstehen. Ehemalige Verhandlungspartner Wagners erzählen, dass er seine Ziele sehr energisch, manchmal auch unnachgiebig verfolgen konnte“.

## Partei
Horst Wagner trat bereits 1950 in die SPD ein und arbeitete in verschiedenen Funktionen jahrzehntelang aktiv mit. Als wirtschaftspolitischer Sprecher war er von 1983 bis 1989 stellvertretender SPD-Fraktionsvorsitzender. Von 1989 bis 1991 war Wagner Verkehrssenator im Berliner Senat.

## Abgeordneter
Im Juni 1981 wurde Wagner für den Bezirk Neukölln direkt ins Abgeordnetenhaus gewählt.
1989 im damals noch geteilten Berlin bildete eine Koalition von SPD und Alternativen den Senat unter der Leitung von Walter Momper. In diesem Senat war Wagner von 1989 bis 1991 Senator für Arbeit, Verkehr und Betriebe. Als damals strittig galten seine Maßnahmen in Bezug auf Tempo 100 auf der AVUS, Tempo 30 in Wohngebieten und die Einführung von Busspuren auf dem Kurfürstendamm. Heute haben diese verkehrspolitischen Modellvorhaben eine hohe Akzeptanz erlangt. Nach der Öffnung der Mauer organisierte er mit Enthusiasmus die Zusammenarbeit mit den Ost-Berliner Eigenbetrieben und bewältigte die Verknüpfung des 28 Jahre lang getrennten Verkehrsnetzes seiner Heimatstadt.
In seiner Amtszeit wurde auch das Arbeitsmarktpolitische Rahmenprogramm (ARP) entwickelt, in dem bewährte Instrumente der Integration von Arbeitslosen in den Ersten Arbeitsmarkt kreativ weiterentwickelt wurden.
Nach den vorgezogenen Neuwahlen vom 2. Dezember 1990 schied Wagner aus dem Senat aus.

## Gewerkschaft
1947 trat er als jüngster hauptamtlicher Gewerkschaftsfunktionär in die Dienste der Industriegewerkschaft Metall. Von 1980 bis 1989 leitete er als 1. Bevollmächtigter (Geschäftsführer) deren Verwaltungsstelle Berlin (West). Anlässlich seines 40-jährigen Dienstjubiläums wurde er für seine langjährige Gewerkschaftsarbeit mit dem Bundesverdienstkreuz 1. Klasse ausgezeichnet.
Bereits am 9. Oktober 1990 wählte der Vorstand der IG Metall Horst Wagner zum Leiter des neugegründeten Bezirks Berlin/Brandenburg. Vom 1. Januar 1991 bis zum Eintritt in den Ruhestand im April 1995 widmete er sich den vielfältigen Aufgaben der Wiedervereinigung der Gewerkschaften in Ost und West.